# 그래머시파크

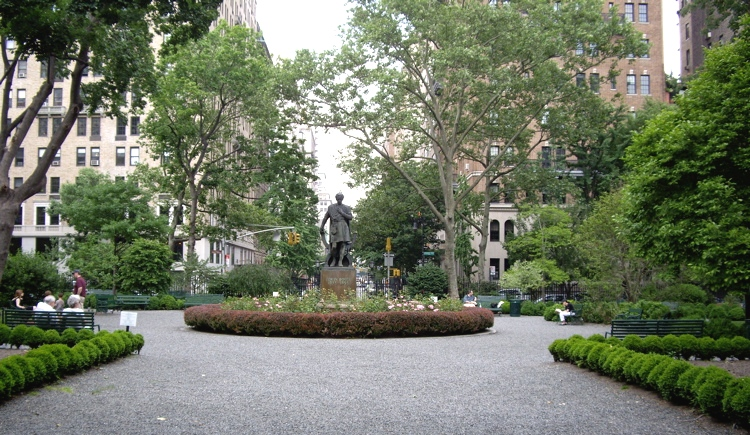
그래머시 공원

그래머시파크(Gramercy Park)는 맨해튼에 위치한 공원이자 지역을 뜻한다.
그래머시 파크는 뉴욕시 그래머시 파크 역사 지구에 위치한 약 0.8 헥타르(약 2 에이커) 크기의 사유 공원으로, 뉴욕시 내의 사유 공원 중 두 개 중 하나이며, 나머지 하나는 퀸즈의 서니사이드 가든즈 공원이다. 이 공원은 뉴욕 주 내의 세 개의 사유 공원 중 하나이다. 공원 내부에 들어갈 수 있는 열쇠는 공원 주변 거주자에게만 주어지며, 연간 요금을 지불한 사람들에게만 제공된다. 그러나 공원 주변 거리의 인도는 조깅, 산책 및 개 산책로로 많은 인기를 끌고 있다. 이 지역은 대부분 맨해튼 커뮤니티 지구 6에 속하며, 일부는 커뮤니티 지구 5에 속한다. 이 지역은 조용하고 안전한 지역으로 인식된다. 이 지역, 연관된 역사 지구 및 공원은 일반적으로 긍정적인 평가를 받았으며, 뉴욕 타임즈에서는 그래머시 파크를 "죽지 않은 빅토리아 시대 신사"라고 평가하면서 "미국에서 그래머시 파크와 같은 것은 없다"고 말했다.